# ۸۱۹ (قمری)
۸۱۹ (قمری)، هشتصد و نوزدهمین سال در گاهشماری هجری قمری است. اول محرم این سال برابر با دهم مارس سال ۱۴۱۶ میلادی است.